# Derek Worlock

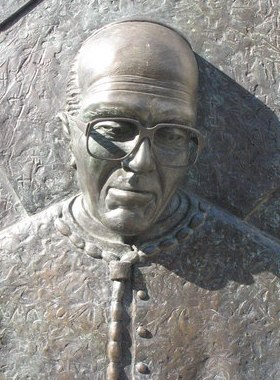
Derek Worlock

Derek John Harford Worlock CH (* 4. Februar 1920 in London; † 6. Februar 1996 in Liverpool) war ein britischer Prälat der römisch-katholischen Kirche.

## Leben
Derek Worlock wurde 1920 in London geboren. Er war der Sohn des Journalisten Captain Harford Worlock und dessen Frau Dora (geborene Hoblyn), eine Suffragette (oder wie sie sich selber nannte, eine „Suffragistin“). Sein Vater, der vom Journalisten zum politischen Vertreter der Konservativen wurde, besuchte das Keble College in Oxford und hatte geplant, Priester der Church of England zu werden; viele seiner Vorfahren waren anglikanische Geistliche. Harford und Dora Worlock konvertierten allerdings zur römisch-katholischen Kirche und erzogen ihren Sohn in diesem Glauben.
Derek Worlock war Student des St. Edmund’s College, Ware von 1934 bis 1944. Zu dieser Zeit war der Familienwohnsitz in Winchester. Als kleiner Junge war er für das „auf alles eine Antwort haben“ getadelt worden, ein Charakterzug der ihm erhalten blieb. Er wurde am 3. Juni 1944 in der Westminster Cathedral zum Priester geweiht, Priesterkandidaten wurden nämlich vom Militärdienst befreit, damit sie schnellstmöglich als Kaplane dienen konnten. Theoretisch gehörte er der Diözese von Portsmouth an, doch dessen Bischof William Timothy Cotter erwartete von seinen zukünftigen Priestern, einen Irischen Hintergrund zu haben. Kurz darauf wurde er zum Privatsekretär von Kardinal Griffin berufen und assistierte nachfolgenden Erzbischöfen von Westminster für weitere knapp 20 Jahre. Er besuchte jede Messe des Zweiten Vatikanischen Konzils von 1962 bis 1965.
Worlock wurde am 18. Oktober 1965 zum Bischof von Portsmouth ernannt und am 21. Dezember 1965 in der Cathedral of St John the Evangelist in Portsmouth durch John Carmel Heenan konsekriert. Sein Wahlspruch lautete: Caritas Christi eluceat. Während seiner Zeit in Portsmouth begann er, die Kirchengemeinden zu erneuern und übernahm die Aufgabe, überkonfessionelle Beziehungen aufzubauen. Darüber hinaus baute er über dreißig neue Kirchen in seiner Diözese.
1976 wurde er zum Erzbischof von Liverpool ernannt. Er war 1979 einer der Diskussionsteilnehmer der ersten Edition des BBC-Programms Question Time. Im folgenden Jahr berief er den nationalen pastoralen Kongress in Liverpool ein, welcher Anlass zu dem Bericht The Easter People gab. Wichtige Ereignisse in seiner Kathedrale umfassen den Besuch von Papst Johannes Paul II. im Jahre 1982 sowie die Einführung des Council of Churches of Britain and Ireland im Jahre 1990. Worlock wirkte bei den Schlichtungen nach den Toxteth riots 1981 mit und auch bei den Nachwirkungen der Fußballstadion-Tragödien 1985 in Heysel und 1989 in Hillsborough.
Worlock war zusammen mit seinen Glaubensbrüdern, Führern der christlichen Kirchen, der Evangelisierung verpflichtet, wie in den Büchern Better Together und With Hope in our Hearts dargelegt wird. Diese hat er mit seinem Gegenpart in Liverpool, dem Bischof David Sheppard, gemeinsam produziert. Sheppards Tochter Jenny konvertierte von der anglikanischen Kirche zur römisch-katholischen Kirche. Im Juli 1992 unterzog sich Worlock einer schweren Lungenoperation aufgrund einer Lungenkrebserkrankung aber lebte lang genug, um den 50. Jahrestag seiner Priesterweihe zwei Jahre später zu feiern. Seine Grabstätte befindet sich in der Liverpool Metropolitan Cathedral.

## Vermächtnis
Im Januar 1994 wurden ihm und David Sheppard die Auszeichnung Freedom of the City von Liverpool verliehen. Er wurde im Rahmen der 1996 New Year Honours zum Companion of Honour prämiert, starb allerdings, nur eine Woche bevor er feierlich in den Orden eingeführt werden sollte, zwei Tage nach seinem 76. Geburtstag, an Krebs.
Am 11. Mai 2008, während des Christian Walk of Witness, wurde die Sheppard-Worlock-Statue in Form zweier Bronzetüren in Ehrung an Worlock und David Sheppard enthüllt. Das Denkmal wurde von dem berühmten Bildhauer Stephen Broadbent entworfen und wurde durch öffentliche Spenden finanziert. Das Denkmal steht auf halbem Wege von Liverpools berühmter Hope Street, welche die römisch-katholische und die anglikanische Kirche verbindet.